# Itapororoca
Itapororoca é um município brasileiro do estado da Paraíba, localizado na Região Geográfica Imediata de Mamanguape-Rio Tinto. De acordo com o Instituto Brasileiro de Geografia e Estatística, no ano de 2023 sua população estimada foi de 19.054 habitantes. Sua área é de 145,806 km². Seus biomas predominantes são: o cerrado e a mata atlântica.
A atual gestão política que possui mandato vigente até dezembro de 2028, é marcada pela administração do prefeito Batista Torres (União Brasil), e do vice-prefeito Celso Morais. Com a parceria de 11 vereadores que ocupam as cadeiras da câmara municipal de Itapororoca.

## Topônimo
"Itapororoca" é um termo proveniente da língua tupi e significa "Ita: Pedra", Pororoca: Encontro das águas, através da junção dos termos itá ("pedra") e pororoca ("encontro das águas com as pedras").

## História
No ano de 1911, Itapororoca figurou na história da Paraíba como distrito de Mamanguape. Sua emancipação ocorreu por meio da Lei n° 2.701 de 28 de dezembro de 1961, sendo instalado oficialmente o município em 15 de fevereiro de 1962. Antes de se chamar Itapororoca, a mesma era conhecida como Vila de São João de Mamanguape.
Existem muitas versões em relação a formação desta cidade, uma das que mais chama a atenção é uma lenda que conta o seguinte: Em meados do século XVIII, um homem conhecido como João Batista fez uma viagem para o norte do país à procura de riquezas. Chegando ao seu destino, foi aprisionado por índios da região. Se vendo à beira da morte, fez uma promessa para seu santo de devoção (no caso, São João Batista): se fosse solto e conseguisse voltar para sua terra natal, construiria uma capela e colocaria, nela, o nome de São João Batista. Assim aconteceu: foi solto pelos nativos, conseguiu uma grande quantidade de bens, voltou para sua terra mãe e construiu uma capela em homenagem a São João Batista, daí o começo da história da cidade (Vila de São João, logo depois Itapororoca). Até hoje, as homenagens ao glorioso São João Batista são visíveis em Itapororoca. A partir da construção da Capela em meados do século XVIII, São João Batista tornou-se o padroeiro do lugar e depois de muitos anos com a fundação da paróquia por autorização da Igreja Paraibana, também recebeu o título de padroeiro paroquial. As homenagens ao santo padroeiro acontecem especificamente de 13 a 24 de Junho, com uma grandiosa festa em sua honra promovida pela Paróquia, contando com a participação dos cristãos católicos do município local e vizinhos.

## Geografia
A cidade de Itapororoca está localizada na Mesorregião da Mata paraibana, com 145 km² e uma população de aproximadamente 19.054 habitantes. A cidade está localizada a cerca de 69 km da capital paraibana, João Pessoa.
Principal rio: Rio Mamanguape.

### Clima
Itapororoca tem um clima tropical. Há muito mais pluviosidade no verão que no inverno. O clima é classificado como Aw segundo a Köppen e Geiger. A temperatura média anual em Itapororoca é 25.5 °C. A média anual de pluviosidade é de 1121 mm.
Vegetação: Mata Atlântica e cerrado paraibano, de acordo com a geografia da Paraíba e o atlas paraibano, tendo em vista que a cidade está em uma zona de transição entre a mata atlântica e o agreste paraibano.
| Dados climatológicos para Itapororoca | Dados climatológicos para Itapororoca | Dados climatológicos para Itapororoca | Dados climatológicos para Itapororoca | Dados climatológicos para Itapororoca | Dados climatológicos para Itapororoca | Dados climatológicos para Itapororoca | Dados climatológicos para Itapororoca | Dados climatológicos para Itapororoca | Dados climatológicos para Itapororoca | Dados climatológicos para Itapororoca | Dados climatológicos para Itapororoca | Dados climatológicos para Itapororoca | Dados climatológicos para Itapororoca |
| Mês                                   | Jan                                   | Fev                                   | Mar                                   | Abr                                   | Mai                                   | Jun                                   | Jul                                   | Ago                                   | Set                                   | Out                                   | Nov                                   | Dez                                   |                                       |
| ------------------------------------- | ------------------------------------- | ------------------------------------- | ------------------------------------- | ------------------------------------- | ------------------------------------- | ------------------------------------- | ------------------------------------- | ------------------------------------- | ------------------------------------- | ------------------------------------- | ------------------------------------- | ------------------------------------- | ------------------------------------- |
| Temperatura máxima média (°C)         | 31,9                                  | 32                                    | 31,6                                  | 30,7                                  | 29,4                                  | 28                                    | 27,5                                  | 27,9                                  | 29,4                                  | 30,8                                  | 31,5                                  | 31,7                                  |                                       |
| Temperatura média (°C)                | 26,8                                  | 26,9                                  | 26,7                                  | 26,2                                  | 25,2                                  | 24,1                                  | 23,4                                  | 23,5                                  | 24,6                                  | 25,5                                  | 26,2                                  | 26,5                                  |                                       |
| Temperatura mínima média (°C)         | 21,7                                  | 21,8                                  | 21,9                                  | 21,7                                  | 21,1                                  | 20,2                                  | 19,4                                  | 19,1                                  | 19,8                                  | 20,3                                  | 21                                    | 21,4                                  |                                       |
| Chuva (mm)                            | 58                                    | 67                                    | 136                                   | 168                                   | 159                                   | 177                                   | 152                                   | 88                                    | 45                                    | 19                                    | 24                                    | 28                                    |                                       |
| Fonte: Climate-Data.org               |                                       |                                       |                                       |                                       |                                       |                                       |                                       |                                       |                                       |                                       |                                       |                                       |                                       |

## Economia
O município se destaca no contexto nacional como sendo a maior produtora de abacaxi da Paraíba e pela qualidade desta fruta, destaca-se ainda pela gratuidade da água: Itapororoca é uma das poucas cidades do Brasil onde não se paga pela água. Pontos turísticos: Itapororoca é marcada pelas suas belezas naturais onde se destacam os resquícios de mata atlântica pouco preservada, os rios temporários e seu relevo. Existem, ainda, as casas de farinha e os engenhos de aguardente (Camurim, Campo Verde, Sedução, Amoré, Curral Grande e Luana).
Em relação à visitação turística, Itapororoca oferece o Parque da Nascença, onde se destaca a utilização de piscinas públicas.
A economia gira em torno da Prefeitura Municipal (tendo em vista que a cidade possui poucas fábricas), das aposentadorias e pensões, da monocultura da cana-de-açúcar, do vasto plantio de abacaxi e de outras culturas de menor expressão.

### Trabalho e Rendimento
Em 2022, o salário médio mensal era de 1.8 salários mínimos. A proporção de pessoas ocupadas em relação à população total era de 8.58%. Considerando domicílios com rendimentos mensais de até meio salário mínimo por pessoa, tinha 52.5% da população nessas condições

## Demografia

### Saúde
A taxa de mortalidade infantil média na cidade é de 8,37 para 1.000 nascidos vivos. Comparado com todos os municípios do estado, fica nas posições 140 de 223. Quando comparado a cidades do Brasil todo, essas posições são de 3398 de 5570.

### Educação
Segundo o censo 2023, haviam 2.647 matrículas no ensino fundamental e 669 no ensino médio. E o total da população alfabetizada é de 10 590.

### Religião
Segundo o censo de 2010, 14.181 pessoas eram católicas, 1.638 evangélicas e 108 espíritas.

## Cultura

### Turismo
- Parque Ecológico da Nascença: localizado a pouco mais de dois quilômetros do centro da cidade, o parque é um espaço público que oferece infraestrutura de lazer e conservação ambiental. Equipado com piscinas abastecidas por água da nascente local, o parque dispõe de áreas de recreação acessíveis gratuitamente aos moradores da região e mediante taxa para visitantes. Entre suas atrações, destacam-se trilhas pela mata para explorar o bioma da Mata Atlântica e áreas reserváveis para piquenique, atraindo turistas de municípios de toda a Paraíba.[11][12]

### Festividades culturais
Os feriados municipais da cidade ganham espaço de representatividade em diversas vezes do ano. Feito este, que respinga na economia local. Trazendo diversos turistas a conhecerem cada vez mais sobre a vistosa “terra do abacaxi”.
A cidade propõe festividades que contagiam um público de milhares de pessoas. Colocando em destaque até mesmo atrações nacionais. Como a presença de grandes nomes da música brasileira, entre eles: NATTAN, Mastruz com Leite, Cavalo de Pau, Felipe Amorim, Tarcísio do Acordeon, Iguinho e Lulinha, Cavaleiros do Forró e outros.
Em 30 de julho de 2024, foi inaugurado um parque de eventos denominado 'Parque da Gente'. Criado principalmente para os tradicionais shows da cidade.

### Feriados municipais[16]
| Data           | Razão                             |
| -------------- | --------------------------------- |
| 6 de janeiro   | Santos Reis                       |
| 20 de junho    | Corpus Christi                    |
| 24 de junho    | São João (padroeiro do município) |
| 29 de dezembro | Emancipação política              |